# Barnarp (kommundel)
Barnarp är en kommundel i Jönköpings kommun, Jönköpings län Kommundelen hade 3 162 invånare i slutet av 2004.

## Orter och andra platser
- Barnarp
- Odensjö
- Lovsjö
- Lovsjö fritidsområde
- Torsviks industriområde
- Hällstorp
- Skinnersdal
- Målen
- Bashult
- Västra Ubbarp
- Kråkebo
- Moliden
- Konungsö
- Hyltena
- Granarp
- Läsäng